# AKIBA'S TRIP
AKIBA'S TRIP(아키바즈 트립)은 개발자 어콰이어가 제작한 일본 비디오 게임 시리즈이다. 이 시리즈는 2017년 1월 4일부터 2017년 3월 29일 사이에 방영된 곤조의 애니메이션 TV 시리즈와 5개의 게임으로 구성된다.

## 비디오 게임
- AKIBA'S TRIP
- AKIBA'S TRIP FOR GREE
- AKIBA'S TRIP 2
- AKIBA'S TRIP FESTA!
- 아키바즈 비트